# Džavaharlal Nehru
Džavaharlal Nehru (hindi: जवाहरलाल नेहरू, Javāharlāl Nehrū) (Allahabad, 14. studenog 1889. – Delhi, 27. svibnja 1964.) je bio indijski državnik i političar, nakon Gandhija najznačajniji borac za oslobođenje Indije od kolonijalnog ropstva. Nositelj je titule Pandit (učitelj).
Završio je pravo u Velikoj Britaniji. Nakon povratka u Indiju, postao je suradnik Mahatme Ghandija, a potom jedan od vođa pokreta za nezavisnost Indije. Osuđen i utamničen od Britanaca više puta između 1921. i 1947. godine. Jedan je od čelnika Kongresne stranke od 1936. do 1937. godine. Postaje predsjednik prijelazne vlade 1946. godine, a potom premijer Indije od 1947. do 1964. godine i ministar vanjskih poslova. Predsjednik je Kongresne stranke od 1950. godine. Jedan je od sazivača Bandunške konferencije 1955. godine i suosnivač pokreta nesvrstanih 1961. godine. Uvodio je elemente državnog intervencionizma kroz petogodišnje planove (1952. – 1957. i 1957. – 1962.), te pridonio modernizaciji Indije. Vodio je miroljubivu politiku aktivne koegzistencije, ali je granični sukob s Kinom prerastao u rat 1962. godine.

## Životopis
Džavaharlal Nehru rođen je 14. studenog 1889. godine u mjestu Allahabad kao sin dobrostojećeg odvjetnika Motilala Nehrua iz Kašmira, iz brahmanske kaste, kaste učitelja i svećenika, najvišeg društvenog razreda u Indiji. To mu je omogućilo najbolje školovanje u engleskim koledžima. U dobi od 16 godina otišao je u Englesku i pohađao Harrow školu i Univerzitet u Cambridgeu. Na Cambridgeu je studirao prirodne i pravne nauke. Od 1912. godine član je Indijskog nacionalnog kongresa, a 1918. godine izabran je u Sveindijski nacionalni komitet pa za tajnika Indijske lige za upravu. Iako je mogao ostvariti briljantnu odvjetničku karijeru odabrao je teži put. Nakon povratka u Indiju, došao je u dodir s Gandhijem i do 1919. godine aktivno sudjelovao u oslobodilačkom pokretu. Iako Gandhijev sljedbenik, nije dijelio njegovo uvjerenje u pasivan otpor, naprotiv, smatrao je kako treba primijeniti sve raspoložive mjere. Britanske vlasti zatvarale su ga devet puta, a u zatvoru je proveo ukupno 13 godina. Od 1929. godine generalni je tajnik Sveindijskog kongresnog komiteta, a 1929., 1936., 1937., 1946., 1951. – 1954. godine predsjednik Indijskog nacionalnog kongresa.
Za razliku od Gandhija koji je prije svega bio vjerski vođa i zasnivao svoju borbu protiv Britanaca na moralnim i etničkim principima, Nehru se kao liberalni socijalist zalagao za nacionalizaciju industrije, agrarnu reformu i demokratsku vladu nezavisne Indije. Javno se suprotstavljao Hitlerovom nacizmu i Mussolinijevom fašizmu. Posjetio je Barcelonu u vrijeme Španjolskog građanskog rata izražavajući simpatije prema španjolskoj republikanskoj vladi. Godine 1938. godine posjetio je Čehoslovačku, a nije otišao u Italiju i Njemačku gdje je bio pozvan. Od 1942. godine vođa je Kongresne stranke.

Bilo je očito da se Engleska nije željela odreći bogatstva indijskoga potkontinenta. O tome rječito govori izjava Winstona Churchilla:
 Ipak, tijek povijesti nije se mogao zaustaviti i nakon dugih godina građanske neposlušnosti i brojnih žrtava, pucaju okovi kolonijalizma. Godine 1946., kada su Britanci otpočeli pripreme za povlačenje iz Indije, Nehru je pozvan da oformi prelaznu vladu koja će organizirati prelazak iz britanske kolonije u nezavisnu zemlju.
Tim se riječima obratio Nehru u ponoć 14. kolovoza 1947. godine Konstitutivnoj skupštini Indije. Od tog trenutka ta velika zemlja oslobodila se kolonijalnih stega i zakoračila u nezavisnost. U nekoliko narednih godina Nehru će bezuspješno pokušavati spriječiti podjelu Indije na hindu državu i muslimansku državu. Usprkos njegovim velikim naporima, utemeljena je nezavisna muslimanska država Pakistan.

### Predsjednik vlade
Od stjecanja nezavisnosti, sve do smrti, punih 18 godina, on je kao premijer gradio indijsko društvo na sintezi tradicije i modernih pogleda. Osnovni ciljevi koje je postavio pred prvu vladu 1947. godine - gospodarski razvoj, umjeren socijalistički program i nesvrstavanje - bile su temeljne odrednice indijske politike. Takvom politikom uspio je Indiju očuvati od blokovskih opredjeljenja i istodobno odigrati važnu ulogu premijera nezavisne zemlje sve značajniju u svjetskim zbivanjima.
Dana 15. kolovoza 1947. godine, kada su vršena zadnja povlačenja Britanaca i uspostavljan samoupravni dominion u okviru britanskog Commonwealtha, izabran je za predsjednika vlade i ministra vanjskih poslova. Kada je Indija 1950. godine postala republika, ostao je na mjestu predsjednika vlade sve do svoje smrti. Nehru je podržao rezoluciju Ujedinjenih naroda iz 1950. godine o Koreji, suprotstavio se britanskim i francuskim potezima 1956. godine u Sueskom kanalu, i 1959. godine. Agresivnoj Kini poručio je da će indijske granice braniti ako treba i vojnom silom. Pri rješavanju unutrašnjih problema imao je velikih poteškoća, kako u opoziciji tako i u vlastitoj stranci. Stoga je odložio pitanje nacionalizacije i agrarne reforme koju je želio provesti mirno, polako i zakonskim putem. Istakao se i kao borac protiv kastinskog sistema, poboljšanja prava žena, demokratizacije, uspostave socijalne jednakosti i socijalističke privrede. Bio je također jedan od inicijatora azijsko-afričke konferencije u Bandungu 1955. godine.
Osnova Nehruove nesvrstane vanjskopolitičke orijentacije očituje se već na konferenciji o azijskim odnosima 1947. godine. Tu orijentaciju produbljuje na spomenutom Banduškom skupu. U vanjskoj politici nastojao je očuvati neutralnost u hladnom ratu. U skladu s tom političkom opcijom, s Titom i Naserom je osnovao Pokret nesvrstanih. Pritom je uvijek naglašavao potrebu prijateljskih odnosa sa svim zemljama bez obzira na ideologiju, a iznad svega, vjeru o potrebi demokratskih odnosa u indijskom unutarnjem životu. Sa simpatijama je gledao na sve oslobodilačke pokrete u svijetu. Posebno je nastojao uspostaviti što bolje odnose s Narodnom Republikom Kinom, koji su bili tradicionalno zategnuti. Preminuo je u Delhiju 27. svibnja 1964. godine.

## Djela
- Autobiografija (1941., u originalu: Toward Freedom)
- Otkriće Indije (1941.)
- Osvrti na svjetsku povijest (1936.)
- Pisma ministrima (1987. – 1990., postumno).

## Daljnje informacije
- A Tryst With Destiny historic speech made by Jawaharlal Nehru on August 14th, 1947
- Nehru: A Biography by Shashi Tharoor (November 2003) Arcade Books ISBN 1-55970-697-X
- Jawaharlal Nehru (Edited by S. Gopal and Uma Iyengar) (July 2003) The Essential Writings of Jawaharlal Nehru Oxford University Press ISBN 0-19-565324-X nevaljani ISBN
- Autobiography:Toward freedom,  Oxford University Press
- Jawaharlal Nehru: Life and work by M. Chalapathi Rau, National Book Club (January 1, 1966)
- Jawaharlal Nehru by M. Chalapathi Rau. [New Delhi] Publications Division, Ministry of Information and Broadcasting, Govt. of India [1973]

## Vanjske poveznice
- Jawaharlal Nehru University
- Nehru biography at Harappa.com
- Nehru's Quotes
- India Today's profile of Nehru
- The Discovery of India by Jawaharlal Nehru (ISBN 0670058017)